# Hotel des Indes (Batavia)

Informatiekantoor in de lobby in 1945 waar inlichtingen worden verstrekt omtrent voormalig krijgsgevangenen en geïnterneerden

Het Hotel des Indes was een hotel in Weltevreden, Batavia (Jakarta) dat gebouwd werd in 1856 aan de westzijde van de Molenvliet. In 1971 werd het hotel afgebroken om plaats te maken voor het winkelcomplex Duta Merlin.
In de nasleep van de Tweede Wereldoorlog fungeerde het als hoofdkantoor van het Rode Kruis en de RAPWI en opvangkamp voor vrouwen en kinderen. In het hotel werd op 7 mei 1949 de Van Roijen-Roem-verklaring getekend. Na de Indonesische onafhankelijkheid werd het hotel in 1960 door de Indonesische regering geconfisqueerd en kreeg het hotel de naam Hotel Duta Indonesia.